# Ларионов, Алексей Михайлович
Алексей Михайлович Ларионов (1872 — 23 июня 1920, Омск) — русский инженер-путеец. В 1919—1920 годах временно управлял Министерством путей сообщения в Российском государстве при Верховном Правителе А. В. Колчаке.

## Образование
Окончил Санкт-Петербургский институт инженеров путей сообщения (1900; за успехи в учёбе его имя было занесено на золотую доску).

## Инженер путей сообщения
- В 1900—1906 служил на Владикавказской железной дороге. В 1905 являлся председателем первого съезда рабочих и служащих этой железной дороги.
- В 1906—1908 — руководитель строительства железнодорожных путей в Петербурге.
- В 1909—1913 работал в эксплуатационном отделе управления железных дорог Министерства путей сообщения.
- В 1913—1914 — помощник начальника службы движения Александровской железной дороги.
- В октябре 1914 — феврале 1916 — начальник службы движения Северной железной дороги.
- В марте 1916 — апреле 1917 служил в центральном аппарате Министерства путей сообщения. Был заведующим делами Центрального совета по перевозкам.
- В мае 1917 — 1918 — управляющий Алтайской железной дорогой (после прихода к власти большевиков получил ранг главного технического советника).

В 1906—1913, одновременно, преподавал в Институте инженеров путей сообщения, в 1908—1910 — в Санкт-Петербургском политехническом институте. Был преподавателем механики, эксплуатации железных дорог, начертательной геометрии. В 1914 представлял русские железные дороги на Бернской конференции. Автор научных трудов. Был награждён почётным жетоном за работу о сравнительной характеристике эксплуатации казённых и частных железных дорог.
Изобретатель, получил патент на изобретение универсального товарного вагона, который совмещал характеристики крытого и платформенного. Использование этого вагона должно было в два раза сократить расходы на постройку и эксплуатацию, а также устраняло встречные порожние пробеги.

## Работа в правительствах Сибири и России
С 25 июля 1918 — директор технико-хозяйственного отдела, затем — помощник управляющего Министерством путей сообщения Временного Сибирского правительства. С 7 сентября 1918 — временно управляющий министерством. С 4 ноября 1918 — товарищ министра путей сообщения Временного Всероссийского правительства (с 18 ноября 1918 — Российского правительства).
За время его работы в должности одного из руководителей министерства было восстановлено снабжение дорог комплектующими деталями и рельсами — для выполнения этой задачи под руководством Ларионова было создано агентство «Путиметалл» и проведено обследование специалистами всех металлургических и металлических заводов Урала и Сибири с целью использования их возможностей для удовлетворения потребностей железных дорог. Был внедрён новый способ производства дымогарных труб на Шайтанском и бандажей на Мотовилихинском заводах. Установлен принцип правильного распределения перевозочных средств при массовом перегоне подвижного состава. Организовано снабжение железных дорог с Дальнего Востока и из-за границы. Кроме того, были решены некоторые юридические и социально-экономические вопросы — урегулировано правовое положение железной дороги, организовано выделение крупных ссуд обществам потребителей дороги, заложены огромные склады с грузами. На суде заявил, что министерство в его лице так управляло железными дорогами, что «ни одна копейка не поступила в карман иностранцев».
С 13 ноября 1919 — временно управляющий министерством путей сообщения (на время командировки министра Л. А. Устругова на фронт). С 28 декабря 1919 был членом созданного в Иркутске органа оперативного управления — «троектории» (наряду с А. А. Червен-Водали и М. В. Ханжиным), которая пыталась достигнуть соглашение с захватившим Иркутск эсеровским Политцентром.

## Арест, суд и гибель
После неудачи войск Войцеховского и Семёнова отбить у эсеров Иркутск в начале января 1920 «троектория» прекратила своё существование, а Ларионов (как и Червен-Водали) был арестован. Уже будучи арестованным и больным просил принять все меры для сохранения чертежей и расчётов своего универсального вагона. 19 февраля 1920 года Иркутская чрезвычайная следственная комиссия приняла решение о его освобождении из тюрьмы, но затем он был вновь арестован.

В мае 1920 был одним из основных обвиняемых на процессе над бывшими членами колчаковского правительства в Омске. В своём последнем слове провёл аналогию между собой и старшим механиком корабля, который 

был на посту до конца, чудом вышел из своего металлического гроба. И победители, захватив этот корабль, захватили и его, сажают его в тюрьму, предъявляют обвинение и судят по обвинению в том, что у адмирала, ведшего эскадру, был неправильный компас.

30 мая 1920 года был приговорён Чрезвычайным революционным трибуналом к смертной казни. В ответ на прошения четырёх подсудимых-«смертников» и защитников тогдашний председатель Реввоенсовета республики Л. Д. Троцкий возбудил перед ВЦИК ходатайство о приостановлении исполнения приговора, особо отметив, что «Ларионов считается большим специалистом в своей специальности». 1 июня исполнение приговора было приостановлено, но уже 10 июня президиум ВЦИК отклонил ходатайства всех осуждённых. 23 июня Ларионов был расстрелян вместе с другими приговорёнными к смерти.

## Публикации
- История Института инженеров путей сообщения императора Александра I-го за первое столетие его существования. 1810—1910. — СПб: тип. Ю. Н. Эрлих (влад. А. Э. Коллинс), 1910